# Mark King (musicien)
Mark King (né le 20 octobre 1958 à Cowes sur l'île de Wight, en Angleterre), est un auteur-compositeur-interprète et bassiste britannique. Il est l'un des fondateurs du groupe Level 42 en 1980.
S'il doit sa renommée pour sa complexe technique de slap, il est surtout connu du grand public comme le leader de Level 42, groupe phare de la pop funky des années 80.
Le jeu de Mark King est très rythmique et très rapide, notamment avec ses triolets slappés (également appelés Machine Gun tant ils sont exécutés rapidement).

## Discographie

### avecLevel 42
- 1981 - Level 42
- 1982 - The Pursuit of Accidents
- 1982 - The Early Tapes
- 1983 - Standing in the Light
- 1984 - True Colours
- 1985 - World Machine
- 1987 - Running in the Family
- 1988 - Staring at the Sun
- 1991 - Guaranteed
- 1994 - Forever Now
- 2006 - Retroglide
- 2013 - Sirens

### Leader
- 1984 - Influences
- 1998 - One Man
- 1999 - Trash
- 1999 - Live at the Jazz Cafe (live)
- 2000 - Live on the Isle of Wight (live)

### Singles
- 1984 - I Feel Free
- 1998 - Bitter Moon

### DVD
- Mark King - Ohne filter (1996) (live)
- Mark King Group - Live at the Jazz Cafe (1999) (live)
- Grupo Mark King - Live at the Isle of Wight (2000) (live)